# Antiche unità di misura del circondario di Lugo
Sono qui riportate le conversioni tra le antiche unità di misura in uso nel circondario di Lugo e il sistema metrico decimale, così come stabilite ufficialmente nel 1877.
Nonostante l'apparente precisione nelle tavole, in molti casi è necessario considerare che i campioni utilizzati (anche per le tavole di epoca napoleonica) erano di fattura approssimativa o discordanti tra loro.

## Misure di lunghezza
| Comuni                                                   | Denominazione          | Valore   | Unità |
| -------------------------------------------------------- | ---------------------- | -------- | ----- |
| Lugo, Conselice, Massa Lombarda, Sant'Agata sul Santerno | Braccio                | 0,637973 | m     |
| Lugo                                                     | Piede                  | 0,410052 | m     |
| Bagnacavallo                                             | Braccio da tela        | 0,716816 | m     |
| Bagnacavallo                                             | Braccio da lana e seta | 0,636596 | m     |
| Bagnacavallo                                             | Piede                  | 0,430709 | m     |
| Cotignola                                                | Braccio                | 0,642104 | m     |
| Cotignola                                                | Piede                  | 0,475123 | m     |
| Conselice                                                | Piede                  | 0,530980 | m     |
| Fusignano                                                | Braccio                | 0,644514 | m     |
| Fusignano                                                | Piede                  | 0,516438 | m     |
| Massa Lombarda, Sant'Agata sul Santerno                  | Piede                  | 0,438628 | m     |

Le braccia mercantili si dividono in 12 once.
I piedi, misure architettoniche ed agrimensorie, si dividono in 10 once.
In Cotignola ed in Sant'Agata del Santerno si usa pure il braccio di Bologna.
In Fusiguano si usa pure un piede da legna eguale a metri 0,411.
Il piede di Cotignola da quel municipio è indicato eguale a metri 0,476567.

## Misure di superficie
| Comuni                                  | Denominazione | Valore  | Unità |
| --------------------------------------- | ------------- | ------- | ----- |
| Lugo                                    | Tornatura     | 1681,43 | m²    |
| Bagnacavallo                            | Tornatura     | 1855,10 | m²    |
| Conselice                               | Tornatura     | 2819,40 | m²    |
| Cotignola                               | Tornatura     | 2257,42 | m²    |
| Fusignano                               | Tornatura     | 2667,08 | m²    |
| Massa Lombarda, Sant'Agata sul Santerno | Tornatura     | 1923,94 | m²    |

La tornatura si divide in 100 tavole, la tavola in 100 piedi quadrati.
La tornatura di Cotignola è da quel Municipio indicata eguale ad are 22,71165.

## Misure di volume
| Comuni                                  | Denominazione | Valore  | Unità |
| --------------------------------------- | ------------- | ------- | ----- |
| Lugo                                    | Piede cubo    | 68,947  | L     |
| Bagnacavallo                            | Piede cubo    | 79,901  | L     |
| Conselice                               | Piede cubo    | 149,704 | L     |
| Cotignola                               | Piede cubo    | 107,255 | L     |
| Fusignano                               | Piede cubo    | 137,738 | L     |
| Massa Lombarda, Sant'Agata sul Santerno | Piede cubo    | 84,390  | L     |

Il piede cubo è di 1000 once cube.
In Cotignola 27 piedi cubi fanno una meda o catasta per la legna da fuoco. Il municipio indica il piede cubo uguale a metri cubi 0,108236.

## Misure di capacità per gli aridi
| Comuni                                                            | Denominazione | Valore   | Unità |
| ----------------------------------------------------------------- | ------------- | -------- | ----- |
| Lugo, Bagnacavallo, Cotignola, Fusignano, Sant'Agata sul Santerno | Sacco         | 170,8016 | L     |
| Massa Lombarda, Conselice                                         | Corba         | 83,8113  | L     |

Il sacco di Lugo si divide in 2 corbe, la corba in 2 staia, lo staio in 4 quarte, la quarta in 2 quartiroli, il quartirolo in 8 scodelle.
La corba di Massa Lombarda si divide in 2 stara, lo staro in 4 quarti, il quarto in 2 quartiroli.

## Misure di capacità per i liquidi
| Comuni                                                            | Denominazione  | Valore   | Unità |
| ----------------------------------------------------------------- | -------------- | -------- | ----- |
| Lugo, Cotignola, Fusignano, Sant'Agata, Conselice, Massa Lombarda | Corba          | 70,7589  | L     |
| Bagnacavallo                                                      | Corba          | 84,9107  | L     |
| Conselice                                                         | Corba          | 75,8219  | L     |
| Tutti i comuni meno Bagnacavallo                                  | Libbra da olio | 0,394230 | L     |
| Bagnacavallo                                                      | Libbra da olio | 0,395330 | L     |

Le corbe da vino di Lugo e Conselice si dividono in 50 boccali, il boccale in 4 fogliette.
La corba da vino di Bagnacavallo si divide in 48 boccali.
La corba da vino in Massa Lombarda si divide in 60 boccali.
Le libbre da olio si dividono in quarti ed ottavi.
In Bagnacavallo si usa pure la misura da vino di Lugo.

## Pesi
| Comuni                                                            | Denominazione | Valore  | Unità |
| ----------------------------------------------------------------- | ------------- | ------- | ----- |
| Lugo, Conselice, Cotignola, Fusignano, Massa Lombarda, Sant'Agata | Libbra        | 360,834 | g     |
| Bagnacavallo                                                      | Libbra        | 362,583 | g     |
| Solarolo                                                          | Libbra        | 361,851 | g     |

La libbra si divide in 12 once, l'oncia in 8 ottave.
In Fusignano si usa pure la libbra di Ferrara.